# Fjord de l'Indépendance
Le fjord de l'Indépendance ou détroit de l'Indépendance est un grand fjord ou détroit dans la partie est du nord du Groenland. Il s'étend sur environ 200 km de long et 30 km de large. Son embouchure, ouverte sur la mer de Wandel dans l'océan Arctique, est située à 82° 15′ N, 21° 54′ O. Au nord-ouest, il donne sur le Fjord Jørgen Brønlund, plus petit.

## Géographie
Ce fjord marque la limite nord de la Terre du Roi-Frédéric-VIII. Le glacier Marie-Sophie et le glacier de l'Académie se terminent à la tête du fjord. L'île de la Princesse-Thyra et l'île de la Princesse-Marguerite sont situées au confluent du fjord du Danemark et du fjord de l'Indépendance.

## Histoire
La région fait l'objet de recherches depuis le début du XXe siècle, les premiers résultats ayant trait à l'occupation humaine ayant été publiés en 1911 par Christian Bendix Thostrup. Dans le Fjord et ses environs se trouvent des traces de deux cultures paléoesquimaudes connues sous le nom de culture de l'Indépendance I et de culture de l'Indépendance II, nommées d'après le fjord.
Au nord du fjord et dans le sud de la Terre de Peary ont été trouvés des vestiges d'habitations à plan elliptique, construites par des paléoesquimaux primitifs appartenant à la culture Indépendance I. Ces personnes utilisaient des outils fabriqués à partir de roches et d'os, et vivaient de la chasse aux animaux sauvages comme les bœufs musqués et les lièvres arctiques. Les ossements de bœufs musqués chassés dans la terre de Peary montrent que la région était habitée en 2000 av. J.-C..  Les plus anciennes découvertes datent de 2400 av. J.-C., d'autres datent de 1800 av. J.-C. et de 1300 av. J.-C.. On ignore si la culture de l'Indépendance a disparu ou si la population s'est déplacée vers le sud.
Des découvertes plus tardives, d'environ 800 av. J.-C. à 200 av. J.-C., sont liées à la culture Indépendance II.  Au début, les cultures Indépendance I et Indépendance II étaient considérées comme de la même culture, mais Eigil Knuth a prouvé en 1956 que les deux étaient distinctes, en raison des différences dans la construction des habitations et dans d'autres artefacts. Les logements résidentiels d'Indépendance II sont plus complexes et plus grands que les bâtiments plus anciens de cette zone.  Outre le sud de la Terre de Peary et le nord du fjord de l'Indépendance, le peuple d'Indépendance II s'est également installé au sud du fjord d'Indépendance.
Dans les deux cas, il est difficile de savoir si les découvertes dans d’autres régions du nord du Groenland et sur l’île d’Ellesmere doivent être attribuées à d’autres cultures.

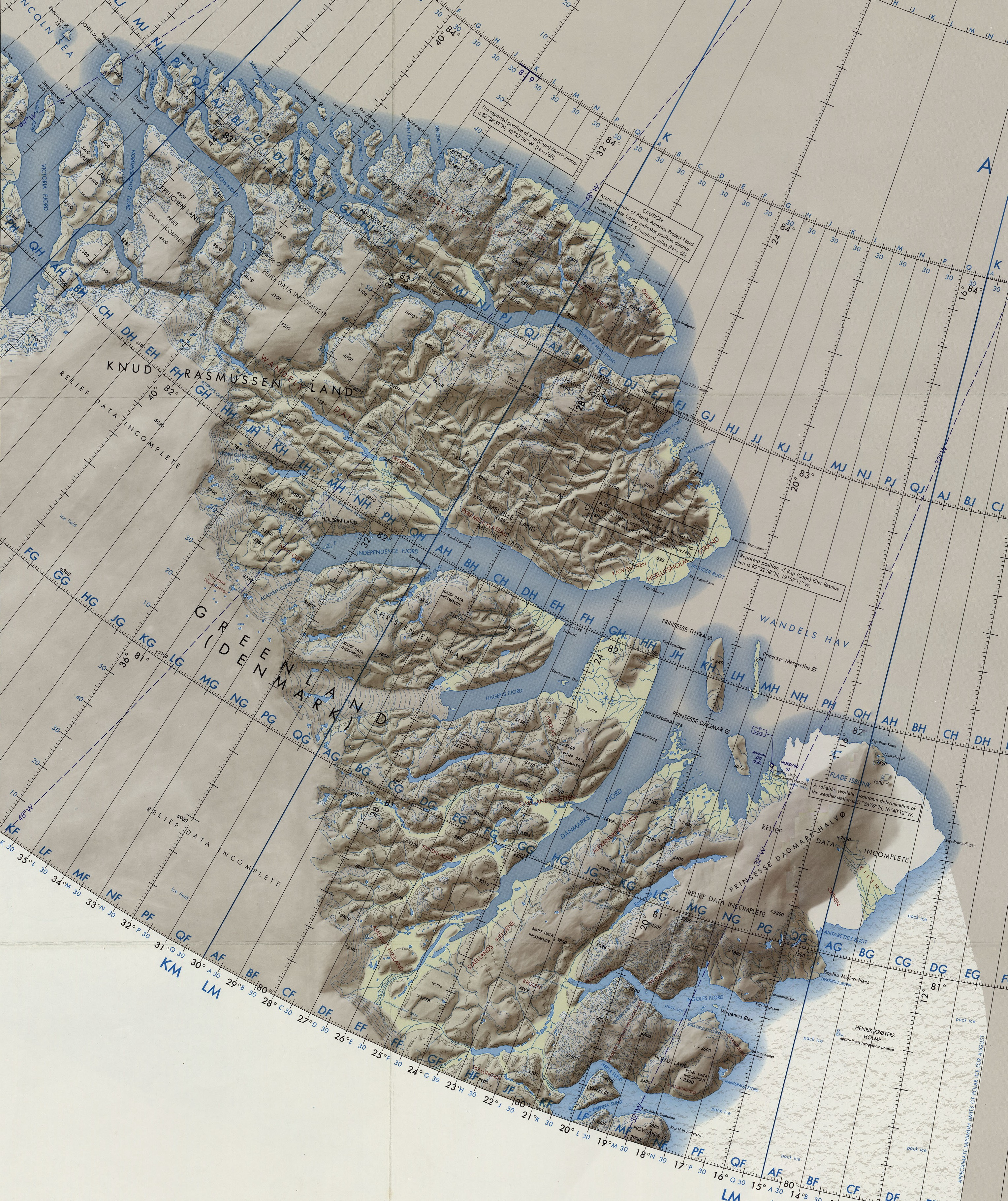
Carte du nord-est du Groenland
Aires de répartition des cultures Indépendance I et II
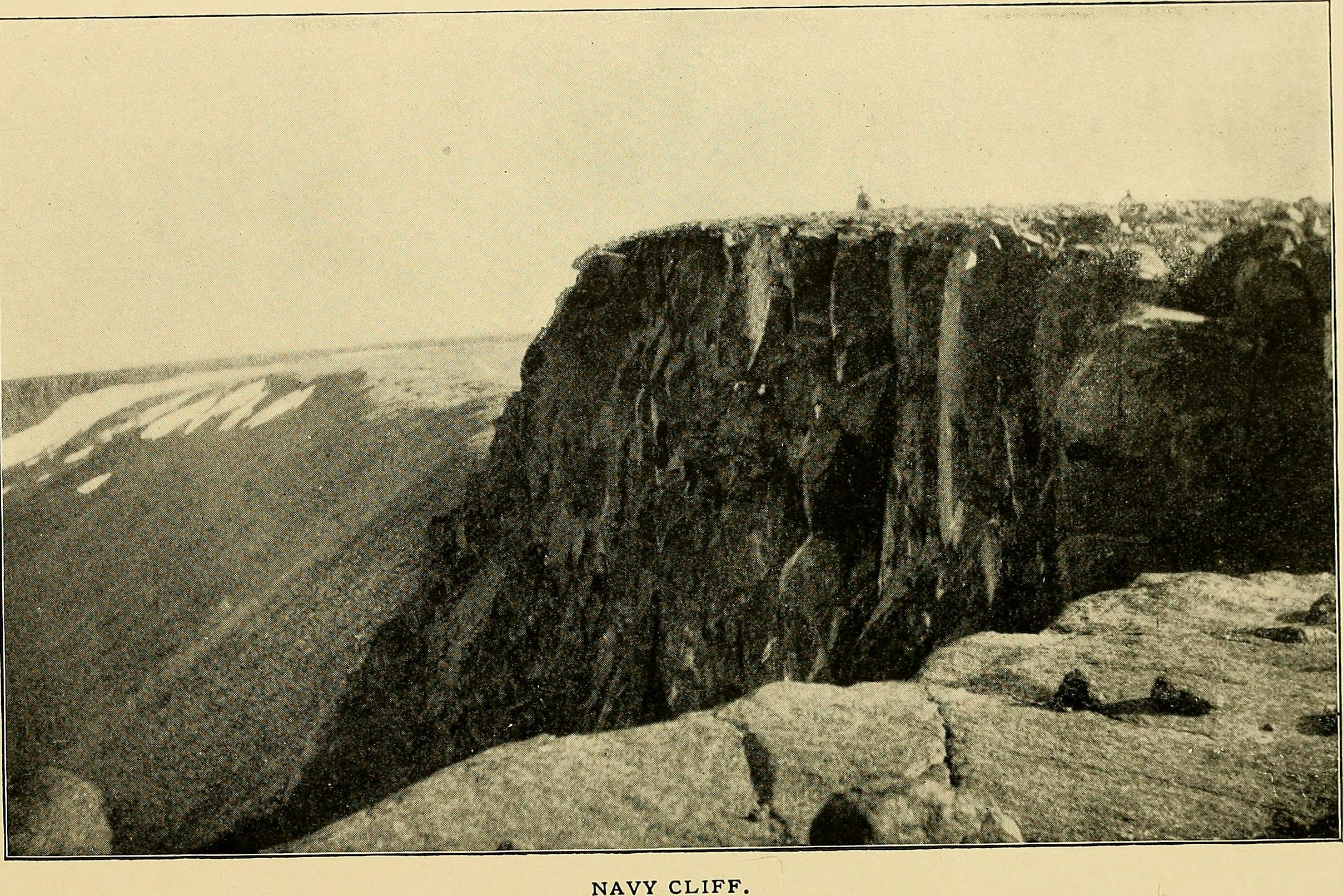
Photographie prise lors de la First Thule Expedition